# Hector Dyer
Hector Dyer   (Los Angeles, 2 de juny de 1910 - Fullerton, 19 de maig de 1990) va ser un atleta estatunidenc, especialista en curses de velocitat, que va competir durant la dècada de 1930.
Estudià a la Universitat Stanford i el 1930 guanyà el títol dels 200 metres de l'IC4A. El 1932 va prendre part en els Jocs Olímpics de Los Angeles, on va guanyar la medalla d'or en els 4x100 metres relleus del programa d'atletisme. Formà equip amb Robert Kiesel, Emmett Toppino i Frank Wykoff.

## Millors marques
- 100 metres llisos. 10.3" (1932)
- 200 metres llisos. 21.4" (1932)[1][2]